# Rzgów (Grande Polonia)
Rzgów è un comune rurale polacco del distretto di Konin, nel voivodato della Grande Polonia.
Ricopre una superficie di 104,68 km² e nel 2004 contava 6.840 abitanti.